# Liste von Sehenswürdigkeiten in Frankfurt am Main
In der folgenden Liste sind Sehenswürdigkeiten der Stadt Frankfurt am Main aufgeführt. Genannt sind diejenigen Sehenswürdigkeiten, die typischerweise in Reiseführern oder auf der Liste der Sehenswürdigkeiten auf der Website der Stadt Frankfurt am Main genannt werden.

## Liste
| Sehenswürdigkeit                                    | Ortsteil, Lage                                                                           | Typ          | Entstehungszeit                    | Anmerkung | Bild           |
| --------------------------------------------------- | ---------------------------------------------------------------------------------------- | ------------ | ---------------------------------- | --- | -------------- |
| Kaiserdom St. Bartholomäus                          | Frankfurt-Altstadt, Domplatz 50° 6′ 38″ N, 8° 41′ 6″ O                                   | Sakralbauten | 1239                               | Gotischer Dom, Krönungskirche der deutschen Kaiser. Denkmalschutz | weitere Bilder |
| Leonhardskirche                                     | Frankfurt-Altstadt, Römerberg 50° 6′ 32″ N, 8° 40′ 49″ O                                 | Sakralbauten | 1219                               | spätromanisch Kirche, Als einzige der neun Frankfurter Dotationskirchen blieb sie im Zweiten Weltkrieg nahezu unzerstört. Denkmalschutz | weitere Bilder |
| Alte Nikolaikirche                                  | Frankfurt-Altstadt, Römerberg 50° 6′ 36″ N, 8° 40′ 56″ O                                 | Sakralbauten | 1142                               | Frühgotik Kirche, Heilige Nikolaus, der Schutzheilige der Fischer. Sie liegt nahe dem Main am Römerberg und ist als Teil eines charakteristischen Ensembles. Denkmalschutz                                                                          | weitere Bilder |
| Liebfrauenkirche                                    | Frankfurt-Altstadt, nähe Zeil 50° 6′ 47″ N, 8° 40′ 53″ O                                 |              | 1321                               | Gotische Kirche, als Kloster- und als katholische Rektoratskirche Denkmalschutz | weitere Bilder |
| Dominikanerkloster                                  | Frankfurt-Altstadt, Börneplatz 50° 6′ 42″ N, 8° 41′ 16″ O                                |              | 1245                               | Gotisches Kloster, Sitz des Evangelischen Stadtdekanats Frankfurt am Main und Offenbach und des Evangelischen Regionalverbandes, Tagungsort der Synode der Evangelischen Kirche in Hessen und Nassau, Denkmalschutz                                 | weitere Bilder |
| Karmeliterkloster                                   | Frankfurt-Altstadt, 50° 6′ 33″ N, 8° 40′ 41″ O                                           |              | 1246                               | Gotisches Klosterkirche, Heute Sitz des Institut für Stadtgeschichte und des Archäologischen Museums, Denkmalschutz | weitere Bilder |
| Justinuskirche                                      | Frankfurt-Höchst, 50° 5′ 55″ N, 8° 32′ 56″ O                                             | Basilika     | 830–850                            | karolingische Kirche, Die karolingische Justinuskirche (auch: Margarethenkirche) in Frankfurt-Höchst ist das älteste erhaltene Gebäude in Frankfurt am Main und eine der ältesten Kirchen in Deutschland Denkmalschutz                              | weitere Bilder |
| Saalhof                                             | Frankfurt-Altstadt, 50° 6′ 33″ N, 8° 40′ 57″ O                                           |              | Ende des 12. Jahrhunderts          | romanisch, ehemaligen Zollstelle, an seiner Westseite; Teil der früheren Kaiserpfalz– ist das älteste erhaltene Bauwerk der Altstadt Denkmalschutz                                                                                                  | weitere Bilder |
| Steinernes Haus                                     | Frankfurt-Altstadt, Römerberg, 50° 6′ 39″ N, 8° 40′ 58″ O                                |              | Römisch bzw. späte 13. Jahrhundert | gotisch, Steinerne Haus, Patrizierwohnhaus, in älterer Literatur auch Haus Bornfleck genannt Denkmalschutz | weitere Bilder |
| Leinwandhaus                                        | Frankfurt-Altstadt, südlich des Frankfurter Doms am Weckmarkt, 50° 6′ 36″ N, 8° 41′ 7″ O |              | 1396–1399                          | gotisch, Zusammen mit dem Steinernen Haus und dem Haus Fürsteneck war und ist es eines der wenigen profanen gotischen Gebäude in Frankfurt Denkmalschutz                                                                                            | weitere Bilder |
| Staufenmauer                                        | Frankfurt-Altstadt, 50° 6′ 49″ N, 8° 41′ 13″ O                                           |              | 12. Jh.                            | romanischen, alte Stadtmauer in Frankfurt am Main Denkmalschutz | weitere Bilder |
| Eschenheimer Turm                                   | Frankfurt-Innenstadt, 50° 7′ 1″ N, 8° 40′ 47″ O                                          |              | 14. Jh.                            | Spätmittelalter, Stadttor der alten Stadtmauer in Frankfurt am Main Denkmalschutz | weitere Bilder |
| Fahrtor                                             | Frankfurt-Altstadt, 50° 6′ 34″ N, 8° 40′ 56″ O                                           |              | 1456–1460, abgerissen 1840         | Spätmittelalter, Stadttor am Main Denkmalschutz | weitere Bilder |
| Kuhhirtenturm                                       | Frankfurt-Sachsenhausen, 50° 6′ 24″ N, 8° 41′ 23″ O                                      |              | späten 14. Jahrhundert             | Spätgotik, Stadttor am Main; Alternativnamen sind Kuhhirtentor oder Paradiespförtchen, war zum Schutz der Uferbefestigung des Flusses Main Denkmalschutz                                                                                            | weitere Bilder |
| Galluswarte                                         | Frankfurt-Gallus, 50° 6′ 11″ N, 8° 38′ 40″ O                                             |              | 1414                               | Spätgotik, Stadttor im Gutleutviertel; Mainzer Landstraße Denkmalschutz | weitere Bilder |
| Bockenheimer Warte                                  | Frankfurt-Bockenheim, 50° 7′ 12″ N, 8° 39′ 3″ O                                          |              | 1434 bis 1435                      | Spätgotik, Stadttor zwischen Frankfurt und Bockenheim Denkmalschutz | weitere Bilder |
| Friedberger Warte                                   | Frankfurt-Bornheim, 50° 8′ 26″ N, 8° 41′ 57″ O                                           |              | 1478                               | Spätgotik, Stadttor, Turm der Landwehr, an der nach Norden führenden Friedberger Landstraße Denkmalschutz | weitere Bilder |
| Sachsenhäuser Warte                                 | Frankfurt-Sachsenhausen, 50° 5′ 18″ N, 8° 41′ 28″ O                                      |              | 14. Jahrhundert                    | Spätgotik, Wartturm aus dem 16. Jahrhundert steht am südlichen Rand der südmainischen Bebauung an der Darmstädter Landstraße Denkmalschutz | weitere Bilder |
| Stadtmauer und Maintor                              | Frankfurt-Höchst, 50° 5′ 54″ N, 8° 32′ 53″ O                                             |              | 1460                               | Spätgotik, Höchster Maintor und die gotische Zwingermauer Denkmalschutz | weitere Bilder |
| Rathaus Bergen-Enkheim                              | Frankfurt-Bergen-Enkheim, 50° 9′ 19″ N, 8° 45′ 14″ O                                     |              | um 1300                            | Spätrenaissance, Berger Rathaus als öffentliches Gebäude und Baudenkmal, heute das Heimatmuseum Bergen-Enkheim Denkmalschutz | weitere Bilder |
| Römer                                               | Frankfurt-Altstadt, 50° 6′ 37″ N, 8° 40′ 54″ O                                           |              | 1288                               | Renaissance, Wohnhaus bis 1405, Messehaus, Krönungssaal und Rathaus Denkmalschutz | weitere Bilder |
| Höchster Schloß                                     | Frankfurt-Höchst, 50° 5′ 53″ N, 8° 32′ 49″ O                                             |              | Ende des 16. Jahrhunderts          | Renaissance, Nebenresidenz der Erzbischöfe von Mainz Denkmalschutz | weitere Bilder |
| Rathaus Seckbach                                    | Frankfurt-Seckbach, 50° 8′ 41″ N, 8° 43′ 37″ O                                           |              | 1542                               | Spätrenaissance, schönsten erhaltenen Fachwerkhäuser der bäuerlichen Spätrenaissance, heute Bürgerhaus Denkmalschutz | weitere Bilder |
| Hauptwache                                          | Frankfurt-Innenstadt, 50° 6′ 48″ N, 8° 40′ 44″ O                                         |              | 1729–30                            | Barock, Wachengebäude der Polizei, heute Cafe Denkmalschutz | weitere Bilder |
| Katharinenkirche                                    | Frankfurt-Innenstadt, 50° 6′ 48″ N, 8° 40′ 47″ O                                         |              | 1681                               | Barock, evangelische Hauptkirche in Frankfurt am Main Denkmalschutz | weitere Bilder |
| Goethe-Haus                                         | Frankfurt-Innenstadt, 50° 6′ 40″ N, 8° 40′ 39″ O                                         |              | 1755                               | Barock, bis 1795 der Wohnsitz der Familie Goethe. Denkmalschutz | weitere Bilder |
| Bolongaropalast                                     | Frankfurt-Höchst, 50° 6′ 4″ N, 8° 33′ 8″ O                                               |              | 1771                               | Barock, barocker Palast auf der Südseite der Bolongarostraße, der Garten liegt auf dem Hochufer über der Mündung der Nidda in den Main. Denkmalschutz                                                                                               | weitere Bilder |
| Haus zum Paradies                                   | Frankfurt-Innenstadt, 50° 6′ 4″ N, 8° 33′ 8″ O                                           |              | vor 1737                           | Barock, Haus der Frankfurter Patrizierin Anna Sybilla Schad von Mittelbiberach; heute Sitz der Schadsche Stiftung. Denkmalschutz | weitere Bilder |
| Paulskirche                                         | Frankfurt-Altstadt, 50° 6′ 40″ N, 8° 40′ 51″ O                                           |              | 1833                               | Klassizismus, als Ausstellungs-, Gedenk- und Versammlungsort genutzter ehemaliger Kirchbau; auf der 1786 abgerissenen mittelalterlichen Barfüßerkirche. Denkmalschutz                                                                               | weitere Bilder |
| Alte Stadtbibliothek                                | Frankfurt-Altstadt, 50° 6′ 34″ N, 8° 41′ 36″ O                                           |              | 1825                               | Klassizismus, erst 2003 neu aufgebaut und seit 2005 als Literaturhaus Frankfurt Denkmalschutz | weitere Bilder |
| Affentorhäuser                                      | Frankfurt-Sachsenhausen, 50° 6′ 34″ N, 8° 41′ 36″ O                                      |              | 1810/11                            | Klassizismus, war das südlichste der mittelalterlichen Stadttore Denkmalschutz |                |
| Jüdisches Museum Frankfurt                          | Frankfurt-Innenstadt, 50° 6′ 26″ N, 8° 40′ 28″ O                                         |              | 1820                               | Klassizismus, Speyers Haus von Mayer Carl von Rothschild als Wohnhaus, 1895 eröffnete im Erdgeschoss die Freiherrlich Carl von Rothschild’sche öffentliche Bibliothek Denkmalschutz                                                                 | weitere Bilder |
| Wallanlage                                          | Frankfurt-Innenstadt,                                                                    |              | Anfang des 19. Jahrhunderts        | ringförmige Grünanlage um die Innenstadt von Frankfurt am Main Denkmalschutz | weitere Bilder |
| Burnitzbau                                          | Frankfurt-Innenstadt, 50° 6′ 33″ N, 8° 40′ 57″ O                                         |              | 1715                               | Verschiedene Nutzungen mit verschiedenen Anbauten Denkmalschutz | weitere Bilder |
| Dreikönigskirche                                    | Frankfurt-Sachsenhausen, 50° 6′ 26″ N, 8° 41′ 7″ O                                       |              | 1875–1880                          | seit 1338 Kapelle, 1525 Dreikönigskirche Denkmalschutz | weitere Bilder |
| Alte Oper                                           | Frankfurt-Westend-Süd, 50° 6′ 57″ N, 8° 40′ 19″ O                                        |              | 1880                               | Konzert- und Veranstaltungshaus, von Bürgen gestiftet Denkmalschutz | weitere Bilder |
| Hauptbahnhof                                        | Frankfurt-Gallus, 50° 6′ 25″ N, 8° 39′ 45″ O                                             |              | 1888                               | Neorenaissance größte Bahnhof Denkmalschutz | weitere Bilder |
| Börse                                               | Frankfurt-Innenstadt, 50° 6′ 55″ N, 8° 40′ 40″ O                                         |              | 1879                               | börslicher Handelsplatz der Frankfurter Wertpapierbörse, vorgänger war Haus Braunfels am Liebfrauenberg Denkmalschutz | weitere Bilder |
| Kaiserstraße                                        | Frankfurt-Bahnhofsviertel, 50° 6′ 31″ N, 8° 40′ 10″ O                                    |              | 1874 und 1888                      | Roßmarkt im Stadtzentrum mit dem Hauptbahnhof Denkmalschutz | weitere Bilder |
| Frankfurter Hof                                     | Frankfurt-Innerstadt, 50° 6′ 36″ N, 8° 40′ 32″ O                                         |              | 1872 bis 1876                      | am Kaiserplatz, das damals erste Haus am Platze Denkmalschutz | weitere Bilder |
| Eiserner Steg                                       | Frankfurt-Altstadt, 50° 6′ 29″ N, 8° 40′ 56″ O                                           |              | 1868                               | Fußgängerbrücke zwischen der Altstadt (Fahrtor, Historisches Museum) und dem Stadtteil Sachsenhausen (Schul-/Schifferstraße, Krankenhaus Sachsenhausen) Denkmalschutz                                                                               | weitere Bilder |
| Palmengarten                                        | Frankfurt-Bockenheim, 50° 7′ 24″ N, 8° 39′ 29″ O                                         |              | 1871                               | einer von drei botanischen Gärten, mit 22 ha Größe Denkmalschutz | weitere Bilder |
| Zoo                                                 | Frankfurt-Ostend, 50° 6′ 57″ N, 8° 41′ 58″ O                                             |              | 1871                               | mit dem Gesellschaftshaus am Brehmplatz Denkmalschutz | weitere Bilder |
| Städelsches Kunstinstitut                           | Frankfurt-Sachsenhaus, 50° 6′ 11″ N, 8° 40′ 26″ O                                        |              | 1878                               | Museum; rund 3.100 Gemälde, über 100.000 Zeichnungen, über 4.600 Fotografien, 660 Skulpturen und eine Präsenzbibliothek mit 115.000 Bänden Denkmalschutz                                                                                            | weitere Bilder |
| Festhalle                                           | Frankfurt-Westend ca. 1 km vom Hauptbahnhof weg, 50° 6′ 42″ N, 8° 39′ 3″ O               |              | 1909                               | Historismus, repräsentative Mehrzweckhalle auf dem Frankfurter Messegelände Denkmalschutz | weitere Bilder |
| Westend-Synagoge                                    | Frankfurt-Westend ca. 1 km vom Hauptbahnhof weg, 50° 7′ 16″ N, 8° 39′ 52″ O              |              | 1910                               | die größte Synagoge in Frankfurt am Main und das geistliche Zentrum des jüdischen Gemeindelebens Denkmalschutz | weitere Bilder |
| Technisches Verwaltungsgebäude der Hoechst AG       | Frankfurt-Höchst ca. 1 km vom Hauptbahnhof weg, 50° 5′ 41″ N, 8° 32′ 4″ O                |              | 1925                               | Expressionismus, Bürogebäude der früheren Hoechst AG Denkmalschutz | weitere Bilder |
| Siedlungen des Projekts „Neues Frankfurt“           | Frankfurt                                                                                |              | 1925 bis 1930                      | Projekt „Neues Frankfurt“, darunter das Ernst-May-Haus Denkmalschutz | weitere Bilder |
| Großmarkthalle (Frankfurt am Main)                  | Frankfurt-Ostend ca. 1 km vom Hauptbahnhof weg, 50° 6′ 34″ N, 8° 42′ 9″ O                |              | 1926–1928                          | 1928 bis zu ihrer Schließung am 4. Juni 2004 ein gewerblicher Großmarkt, in dem vorwiegend Obst und Gemüse gehandelt wurde Denkmalschutz | weitere Bilder |
| Frauenfriedenskirche                                | Frankfurt-Bockenheim ca. 1 km vom Hauptbahnhof weg, 50° 7′ 42″ N, 8° 38′ 44″ O           |              | 1927–1929                          | katholische Kirche Denkmalschutz | weitere Bilder |
| I. G.-Farben-Haus                                   | Frankfurt-Westend, 50° 7′ 30″ N, 8° 40′ 3″ O                                             |              | 1928                               | später amerikanisches Hauptquartier, heute Sitz der Universität Denkmalschutz | weitere Bilder |
| Goetheturm                                          | Frankfurt-Sachsenhaus, 50° 5′ 20″ N, 8° 42′ 41″ O                                        |              | 1931                               | aus Holz erbauter, 43,3 Meter hoher Aussichtsturm am nördlichen Rand des Frankfurter Stadtwaldes in Sachsenhausen Denkmalschutz | weitere Bilder |
| Kleinmarkthalle Frankfurt                           | Frankfurt-Innenstadt, 50° 6′ 46″ N, 8° 40′ 59″ O                                         |              | 1954                               | Werktagen werden von 63 Händlern in 156 Marktständen auf ungefähr 1.500 Quadratmetern Fläche Denkmalschutz | weitere Bilder |
| Terminal 1                                          | Frankfurt-Sachsenhausen, 50° 1′ 59″ N, 8° 34′ 14″ O                                      |              | 1972                               | ältere und größere der beiden Hauptterminals mit einer Kapazität von ca. 40 Millionen Passagieren pro Jahr. Der Name lautete zunächst Terminal Mitte, Denkmalschutz                                                                                 | weitere Bilder |
| Europaturm                                          | Frankfurt-Bockenheim, 50° 8′ 7″ N, 8° 39′ 17″ O                                          |              | 1974                               | Fernmeldeturm in Frankfurt am Main, im Volksmund „Ginnheimer Spargel“. Er ist mit 337,5 m Höhe nach dem Berliner Fernsehturm der zweithöchste Deutschlands Denkmalschutz                                                                            | weitere Bilder |
| Eurotower                                           | Frankfurt-Innenstadt, 50° 6′ 35″ N, 8° 40′ 27″ O                                         |              | 1977                               | bekanntes Bankhochhaus mit nacheinander verschiedenen Banken Denkmalschutz | weitere Bilder |
| Messe Torhaus                                       | Frankfurt-Bockenheim, 50° 6′ 41″ N, 8° 38′ 34″ O                                         |              | 1983                               | Text Beschreibung Denkmalschutz | weitere Bilder |
| Silberturm                                          | Frankfurt-Bahnhofsviertel, 50° 6′ 35″ N, 8° 40′ 10″ O                                    |              | 1976                               | Ehemalige Konzernzentrale der Dresdner Bank Denkmalschutz | weitere Bilder |
| Holbeinsteg                                         | Frankfurt-Bahnhofsviertel, 50° 6′ 14″ N, 8° 40′ 19″ O                                    |              | 1990                               | für Fußgänger und Radfahrer. Er verbindet die Holbeinstraße in Sachsenhausen mit der Windmühlstraße Denkmalschutz | weitere Bilder |
| Westendstraße 1                                     | Frankfurt-Westend, 50° 6′ 14″ N, 8° 40′ 19″ O                                            |              | 1987–1993                          | bekannt auch als Westend 1, Westend Tower oder Kronenhochhaus ist ein 208 Meter hoher Wolkenkratzer Denkmalschutz | weitere Bilder |
| Messeturm                                           | Frankfurt-Westend, 50° 6′ 14″ N, 8° 40′ 19″ O                                            |              | 1991                               | Wolkenkratzer im Westend von Frankfurt am Main. Mit einer Höhe von 256,5 Metern ist er das zweithöchste Hochhaus der Europäischen Union Denkmalschutz                                                                                               | weitere Bilder |
| Gedenkstätte Neuer Börneplatz                       | Frankfurt-Ostend, 50° 6′ 42″ N, 8° 41′ 24″ O                                             |              | 1996                               | erinnert an die im Holocaust vernichtete jüdische Gemeinde Frankfurts Denkmalschutz | weitere Bilder |
| Commerzbank Tower                                   | Frankfurt-Altstadt, 50° 6′ 39″ N, 8° 40′ 27″ O                                           |              | 1997                               | Mit 259 Metern und 65 Stockwerken ist der Commerzbank-Turm das höchste Hochhaus in der Europäischen Union Denkmalschutz | weitere Bilder |
| Main Tower                                          | Frankfurt-Innenstadt, 50° 6′ 45″ N, 8° 40′ 20″ O                                         |              | 1999                               | Mit 200 Metern Höhe (mit Mast: 240 Meter) ist er zusammen mit dem Tower 185 das vierthöchste Hochhaus in Deutschland. Denkmalschutz | weitere Bilder |
| Gallileo                                            | Frankfurt-Bahnhofsviertel, 50° 6′ 34″ N, 8° 40′ 16″ O                                    |              | 2003                               | 136 Meter hohes Hochhaus an der Ecke von Gallusanlage und Kaiserstraße im Bahnhofsviertel Denkmalschutz | weitere Bilder |
| Skyper                                              | Frankfurt-Bahnhofsviertel, 50° 6′ 34″ N, 8° 40′ 16″ O                                    |              | 2003                               | dreiteiliges Gebäudeensemble, besteht aus einer neoklassizistischen Villa („Skyper-Villa“) aus dem Jahr 1915, einem 153,8 Meter hohen Wolkenkratzer („Skyper-Hochhaus“) und einem Wohn- und Geschäftshaus („Skyper-Carré“) Denkmalschutz            | weitere Bilder |
| Opernturm                                           | Frankfurt-Westend, 50° 6′ 58″ N, 8° 40′ 13″ O                                            |              | 2009                               | Hauptquartier der UBS Europe SE Denkmalschutz | weitere Bilder |
| The Squaire                                         | Frankfurt-Flughaufen, 50° 3′ 11″ N, 8° 34′ 11″ O                                         |              | 2011                               | ein 660 Meter langes, bis zu 65 Meter breites und 45 Meter (neun Etagen) hohes Bürogebäude über dem Fernbahnhof des Flughafens Denkmalschutz | weitere Bilder |
| Neubau der Europäischen Zentralbank                 | Frankfurt-Ostend, 50° 3′ 11″ N, 8° 34′ 11″ O                                             |              | 2013                               | besteht aus drei Elementen Denkmalschutz | weitere Bilder |
| Taunusturm                                          | Frankfurt-Innenstadt, 50° 6′ 38″ N, 8° 40′ 23″ O                                         |              | 2014                               | zweiteiliges Gebäudeensemble Denkmalschutz | weitere Bilder |
| Erinnerungsstätte an der Frankfurter Großmarkthalle | Frankfurt-Ostend, 50° 3′ 11″ N, 8° 34′ 11″ O                                             |              | 2013                               | benutzte die Geheime Staatspolizei den Keller der Großmarkthalle als Sammelplatz für die Deportation Denkmalschutz | weitere Bilder |
| Neuer Henninger-Turm                                | Frankfurt-Sachsenhausen, 50° 6′ 38″ N, 8° 41′ 38″ O                                      |              | 2014                               | vormaligen Henninger-Turms Denkmalschutz | weitere Bilder |
| Neues Rathaus                                       | Frankfurt-Altstadt, 50° 6′ 37″ N, 8° 40′ 50″ O                                           |              |                                    | Neues Rathaus, Erweiterung des Römers nach Westen, mit den Türmen „Langer Franz“ und „Kleiner Cohn“ Denkmalschutz | weitere Bilder |
| Nizza-Anlagen am Mainufer                           | Frankfurt-Ostend, 50° 6′ 37″ N, 8° 40′ 50″ O                                             |              | 17. Jh.                            | Der 4,42 Hektar große Park erstreckt sich über etwa einen Kilometer am nördlichen Mainufer zwischen der Untermainbrücke und der Friedensbrücke. Denkmalschutz                                                                                       | weitere Bilder |
| Nuur-Moschee                                        | Frankfurt-Sachsenhausen, 50° 5′ 8″ N, 8° 41′ 47″ O                                       |              | 1959                               | Der Grundstein der Nuur-Moschee wurde von dem pakistanischen UNO-Politiker und Präsidenten des Internationalen Gerichtshofs Sir Muhammad Zafrullah Khan gelegt. Die Ahmadiyya-Moschee wurde am 12. September 1959 durch ihn eröffnet. Denkmalschutz | weitere Bilder |
| Heilig-Kreuz-Kirche                                 | Frankfurt-Bornheim, 50° 5′ 8″ N, 8° 41′ 47″ O                                            |              | 1928                               | Sakralbau katholische Kirche in der Siedlung Bornheimer Hang. Denkmalschutz | weitere Bilder |
| Palais Thurn und Taxis                              | Frankfurt-Innenstadt, 50° 6′ 54″ N, 8° 40′ 47″ O                                         |              | 1739                               | auch Bundespalais, verschiedene Nutzer und Eigentümer Denkmalschutz | weitere Bilder |
| Villa Metzler                                       | Frankfurt-Sachsenhaus, 50° 6′ 25″ N, 8° 40′ 54″ O                                        |              | 1803                               | Klassizismus 1803 erbautes und später umgebautes klassizistisches Landhaus am Mainufer Denkmalschutz | weitere Bilder |
| Museum Giersch                                      | Frankfurt-Sachsenhaus, 50° 6′ 5″ N, 8° 40′ 14″ O                                         |              | Ausstellungshaus am Museumsufer    | Ausstellungshaus am Museumsufer der Goethe-Universität Frankfurt am Main Denkmalschutz | weitere Bilder |
| Neuer Portikus                                      | Frankfurt-Sachsenhaus, 50° 6′ 29″ N, 8° 41′ 15″ O                                        |              |                                    | Ausstellungshaus an der Alten Brücke Denkmalschutz | weitere Bilder |
| Eurotheum                                           | Frankfurt-Innenstadt, 50° 6′ 47″ N, 8° 40′ 19″ O                                         |              | 1999                               | ist 110 Meter hoch und zählt 31 Stockwerke, das sowohl Büros als auch ein Hotel beinhalten Denkmalschutz | weitere Bilder |
| Trianon                                             | Frankfurt-Westend, 50° 6′ 46″ N, 8° 40′ 0″ O                                             |              | 1993                               | 186 Metern Höhe und 47 Stockwerken Denkmalschutz | weitere Bilder |
| WestendDuo                                          | Frankfurt-Westend, 50° 7′ 2″ N, 8° 39′ 59″ O                                             |              | 2006                               | 96 Meter hohe Turm Denkmalschutz | weitere Bilder |
| Deutsche-Bank-Hochhaus                              | Frankfurt-Westend, 50° 6′ 49″ N, 8° 40′ 5″ O                                             |              | 1984                               | zwei Wolkenkratzern, die jeweils 155 Meter hoch sind. Sie werden auch als Soll und Haben, Zwillingstürme oder Deutsche Bank I und II Denkmalschutz                                                                                                  | weitere Bilder |
| Kastor und Pollux                                   | Frankfurt-Westend, 50° 6′ 40″ N, 8° 39′ 17″ O                                            |              | 1997                               | In den Komplex Forum Frankfurt, tatsächlich handelt es sich aber um eigenständige Gebäude. Die ungleichen Zwillingstürme wurden nach den Dioskuren der griechischen Mythologie, Kastor und Pollux, benannt. Denkmalschutz                           | weitere Bilder |
| Japan Center                                        | Frankfurt-Westend, 50° 6′ 40″ N, 8° 40′ 21″ O                                            |              | 1996                               | Denkmalschutz | weitere Bilder |
| Messe Torhaus                                       | Frankfurt-Bockenheim, 50° 6′ 41″ N, 8° 38′ 34″ O                                         |              | 1984                               | Denkmalschutz | weitere Bilder |
| Klappergasse                                        | Frankfurt-Sachsenhausen, 50° 6′ 19″ N, 8° 41′ 28″ O                                      |              |                                    | Zentrum des Apfelwein-Viertels Denkmalschutz | weitere Bilder |
| Alte Lutherische Schule Seckbach                    | Frankfurt-Seckbach, 50° 8′ 37″ N, 8° 43′ 34″ O                                           |              | 1709                               | Denkmalschutz | weitere Bilder |
| Berger Warte                                        | Frankfurt-Seckbach, 50° 9′ 35″ N, 8° 44′ 18″ O                                           |              | 16. Jh                             | etwa 12 Meter hoher, aus Rotem Mainsandstein gemauerter Wartturm auf 212,4 m ü. NN Denkmalschutz | weitere Bilder |
| Leopoldsäule                                        | Frankfurt-Seckbach, 50° 9′ 38″ N, 8° 44′ 1″ O                                            |              | 1790                               | Ehren Kaiser Leopolds II. (HRR) errichtet Denkmalschutz | weitere Bilder |
| Botanischer Garten Frankfurt am Main                | Frankfurt-Westend, 50° 7′ 38″ N, 8° 39′ 30″ O                                            |              | zwischen 1763 und 1774             | gleichfalls gestifteten Bürgerhospitals ein Gelände zur Anzucht von medizinischen Heilpflanzen, einen Apothekergarten herrichten zu lassen Denkmalschutz                                                                                            | weitere Bilder |
| Grüneburgpark                                       | Frankfurt-Westend, 50° 7′ 36″ N, 8° 39′ 37″ O                                            |              | 18. Jh                             | 29 Hektar große Parkanlage im Frankfurter Stadtteil Westend Denkmalschutz | weitere Bilder |
| Lohrberg                                            | Frankfurt-Seckbach, 50° 9′ 2″ N, 8° 43′ 45″ O                                            |              |                                    | Hausberg von Frankfurt am Main und ist gleichzeitig der einzig verbliebene Weinberg innerhalb des Stadtgebietes Denkmalschutz | weitere Bilder |
| Frankfurter Stadtwald                               | Frankfurt-Sachsenhausen, 50° 4′ 15″ N, 8° 39′ 30″ O                                      |              | 1484                               | 5785 Hektar im Süden von Frankfurt, 14. Jahrhundert aus einem Teil des historischen Wildbanns Dreieich hervor Denkmalschutz | weitere Bilder |
| Schwanheimer Düne                                   | Frankfurt-Schwanheim, 50° 5′ 10″ N, 8° 33′ 32″ O                                         |              |                                    | 58,5 Hektar große Binnendüne im Westen von Frankfurt Denkmalschutz | weitere Bilder |
| Monte Scherbelino                                   | Frankfurt-Sachsenhausen, 50° 4′ 7″ N, 8° 43′ 26″ O                                       |              | ab ca. 1970                        | zunächst am Ratsweg auf dem Areal des alten Stadions am Riederwald Denkmalschutz |                |

## Tourismus in Frankfurt am Main

### Statistik
Der Tourismus in Frankfurt am Main stellt einen bedeutenden Wirtschaftszweig dar. Im Jahr 2019 wurden 10.786.473 Übernachtungen (+6,3 %) und 6.193.327 Übernachtungsgäste (+ 4,4 %) gezählt. Dies war der zehnte Übernachtungsrekord in Folge. 2.545.287 diese Übernachtungsgäste (41,1 %) stammten aus dem Ausland. Neben der Funktion von Frankfurt als wichtigem internationalen Messe- und Kongressstandort gewinnen Städtereisen eine zunehmend höhere Bedeutung. Die Verweildauer der Gäste betrug lediglich 1,74 Tage (bei ausländischen Gästen 1,86 Tage). Die ausländischen Gäste stammten überwiegend aus Europa (1.149.319). Aus Asien kamen 718.938, aus Amerika 571.367, aus Afrika 36.636 und aus Australien/Ozeanien 35.979 Gäste. Wichtigstes einzelnes Herkunftsland war das Vereinigte Königreich (181.366).
Die Anzahl der Beherbergungsbetriebe in Frankfurt betrug 2019 insgesamt 311 (+ 13). Angeboten wurden 59.781 Betten.
| Art           | Betriebe | Betten            |
| ------------- | -------- | ----------------- |
| Luxus         | 15       | 7.013             |
| First Class   | 76       | 23.694            |
| Gesamt        | 91       | 30.707 (= 53,5 %) |
| Übrige Hotels | 184      | 26.156            |
| Pensionen     | 10       | 245               |
| Gasthöfe      | 3        | 60                |
| Sonstige      | 23       | 2.613             |
| Gesamt        | 220      | 29.074 (=48,6 %)  |
| Total         | 311      | 59.781            |

### Tourismusförderung
Eine Reihe von Institutionen zur Tourismusförderung besteht in Frankfurt und der Rhein-Main-Region. Dies ist zunächst der Arbeitskreis Tourismus der Tourismus + Congress GmbH, einer Tochtergesellschaft der Stadt. Die Gemeinnützige Kulturfonds Frankfurt RheinMain GmbH fördert Kunst und Kultur in der Region. Ähnliche Aufgaben haben die Kulturinitiative RheinMain und die KulturRegion FrankfurtRheinMain GmbH. Die Tourismusförderung im Rahmen des Regionalparks Rhein-Main ist Aufgabe der Regionalpark Ballungsraum RheinMain GmbH.

## Weitere Listen
Neben dieser Liste bestehen noch weitere Listen von Sehenswürdigkeiten nach Typ:
- Liste der Hochhäuser in Frankfurt am Main
- Liste von Brunnen in Frankfurt am Main
- Liste der Kulturdenkmäler in Frankfurt am Main
- Liste von Sakralbauten in Frankfurt am Main
- Route der Industriekultur Rhein-Main Frankfurt am Main